# Goszowice
 (mars 2025).
Si vous disposez d'ouvrages ou d'articles de référence ou si vous connaissez des sites web de qualité traitant du thème abordé ici, merci de compléter l'article en donnant les références utiles à sa vérifiabilité et en les liant à la section « Notes et références ».
Goszowice (en allemand : Kuschdorf) est une localité polonaise de la gmina de Pakosławice, située dans le powiat de Nysa en voïvodie d'Opole.

## Géographie

Entrée du village.

La localité occupe une zone de bas plateaux dans le sud-ouest de la région historique de Haute-Silésie. Elle se trouve à trois kilomètres à l'ouest de Pakosławice, à 13 kilomètres au nord de Nysa et à 52 kilomètres au sud-ouest d'Opole.

## Histoire
Le lieu de Coschovitz est mentionné pour la première fois dans un registre foncier du diocèse de Wrocław (Liber fundationis episcopatus Vratislaviensis) vers l'an 1305. Pendant des siècles, la région entourant le village appartenait à la principaute de Nysa (Neisse), un territoire des évêques de Wrocław.
Après la première guerre de Silésie, en 1742, la plupart de la Silésie fut annexée par le royaume de Prusse. Incorporée dans la province de Silésie, la commune de Kuschdorf appartenait au district d'Oppeln.

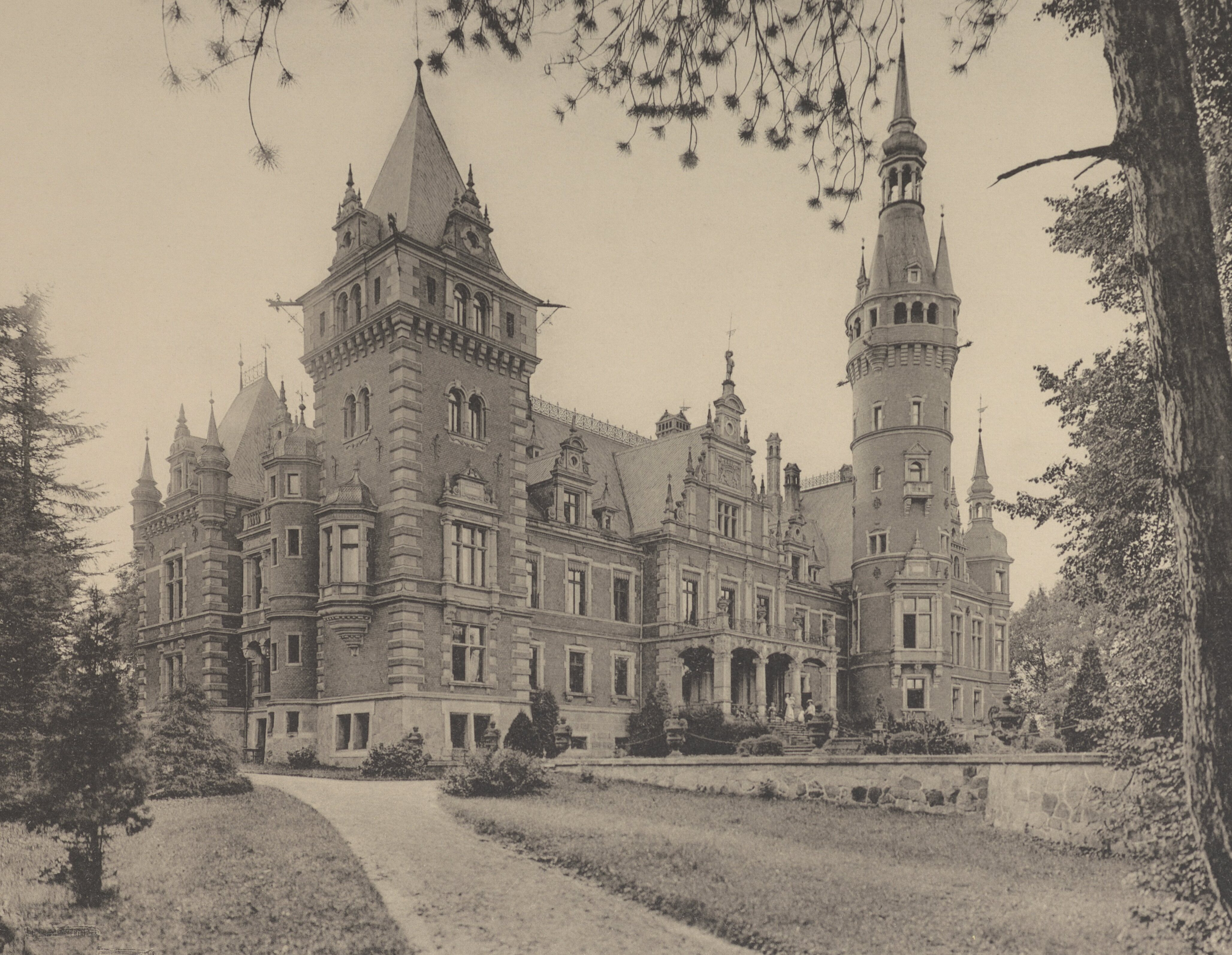
Château de Franzdorf, vers 1909.

Le château de Frączków (Franzdorf) a été édifié entre 1730 et 1750 dans un style baroque puis réaménagé dans le style néo-Renaissance de 1886 à 1889. Dévasté par un incendie en 1935, le bâtiment fut reconstruit sous une forme simplifiée.
La région fut conquise par l'Armée rouge à la fin de la Seconde Guerre mondiale en 1945 puis rattachée à la république de Pologne. La population germanophone restante était expulsée.